# Hatín
Hatín (deutsch Hatzken) ist eine Gemeinde in Tschechien. Sie befindet sich acht Kilometer südwestlich von Jindřichův Hradec und gehört zum Okres Jindřichův Hradec.

## Geographie

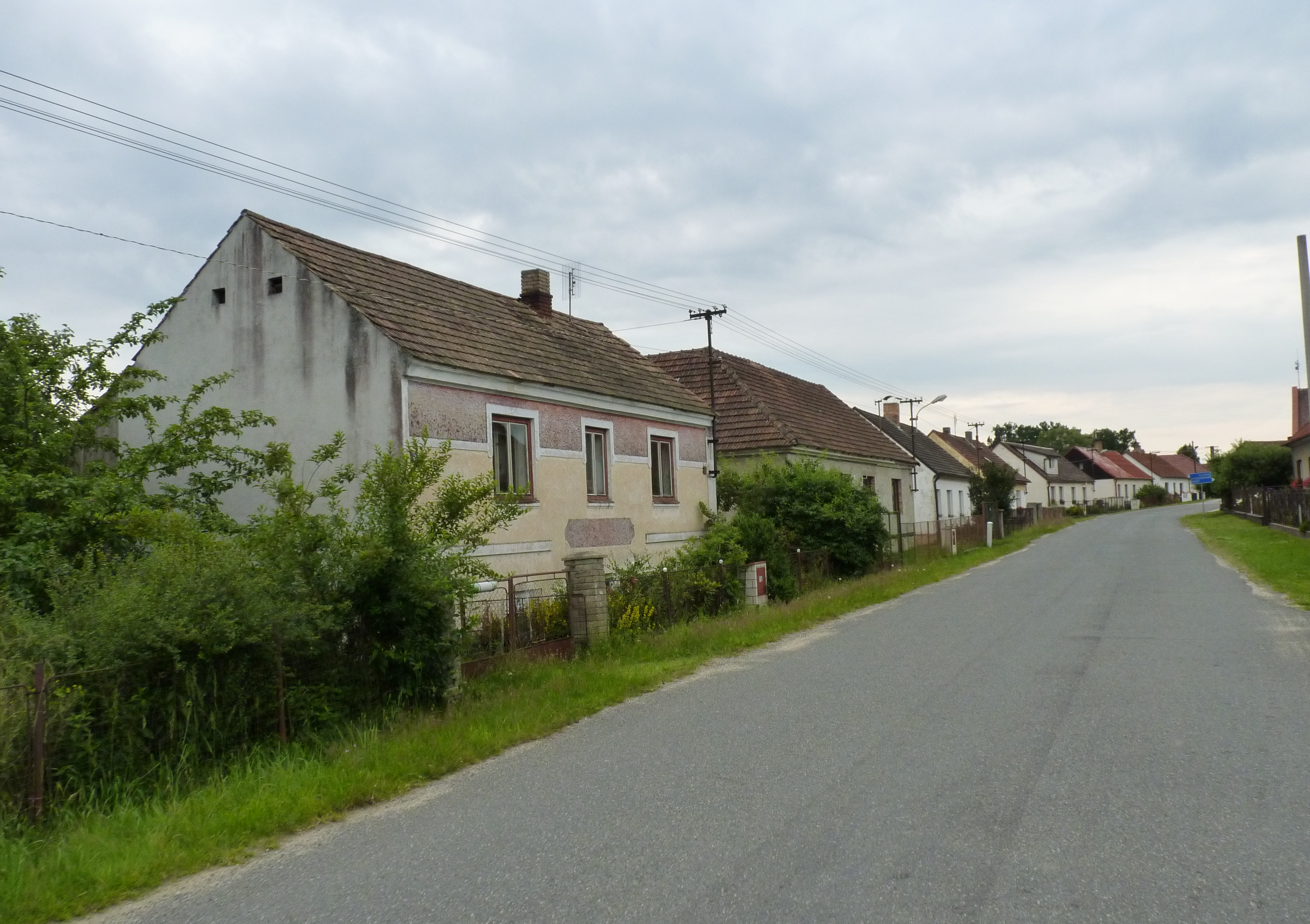
Hatín

Hatín befindet sich in einer Teichlandschaft in den westlichen Ausläufern der Javořická vrchovina am Übergang ins Wittingauer Becken. Östlich des Ortes liegt der Teich Velký rybník.
Nachbarorte sind Stajka und Roseč im Norden, Polště im Osten, Vydří im Südosten, Plavsko im Süden sowie Šimanov und Jemčina im Südwesten.

## Geschichte
Erstmals urkundlich erwähnt wurde das zur Herrschaft Hradec gehörige Dorf Hatín im Jahre 1389.
Unter den Slavata von Chlum und Koschumberg erfolgte 1673 am Hinteren Hof an der Nežárka die Errichtung eines Gestütes mit Reithalle und Schmiede. Auch die herrschaftliche Brauerei befand sich dort. Nach dem Aussterben der Slavata erbten die Czernin die Herrschaft. Prokop Vojtěch Graf Czernin ließ 1702 einen Tiergarten anlegen. In der Mitte des 18. Jahrhunderts ließ der Graf für seine Jagdgesellschaften und als Sommersitz in Gestütthof durch Anselmo Lurago ein barockes Jagdschloss errichten.
1960 erfolgte die Eingemeindung von Stajka.
1990 räumten die tschechoslowakischen Raketentruppen das Schloss Jemčina, das seit 1950 dem Militär diente. Nach dem Verkauf erfolgte ab 2002 eine Sanierung des Objektes.

## Gemeindegliederung
Die Gemeinde Hatín besteht aus den Ortsteilen Hatín (Hatzken), Jemčina (Gestütthof) und Stajka (Stutten). Zu Hatín gehören außerdem die Einschichten Evženovo Údolí (Eugenthal), Holenská Bašta, Na Sýkoře (Sikora), U Peřana (Dampier) und Zadní Dvůr (Hinterer Hof).
Das Gemeindegebiet gliedert sich in Katastralbezirke Hatín und Stajka.

## Sehenswürdigkeiten
- Schloss Jemčina in Jemčina, der Barockbau rechtsseitig der Nežárka wurde in der Mitte des 18. Jahrhunderts durch Anselmo Lurago für Prokop Vojtěch Graf Czernin errichtet.
- Statuen der Hl. Thekla und des Hl. Sebastian, errichtet 1750 an der Straße nach Jindřichův Hradec
- Czernin-Kapelle am Forsthaus Eugenthal